# Mikulin AM-39
Der Mikulin AM-39 war ein Flugmotor des sowjetischen Konstrukteurs Mikulin.
Es handelt sich um einen 12-Zylinder-V-Motor mit Wasserkühlung. Er basiert auf dem Mikulin AM-35, besaß jedoch zwei Kompressoren und einen Ladeluftkühler, um sowohl die Höchst- als auch die Höhenleistung zu steigern.
Die Zylinderbänke standen im Winkel von 60° zueinander. Der Hubraum des Motors betrug 45,842 Liter. Es gab Varianten mit verschiedenen Leistungen – der AM-39FB leistete 1800 PS, der AN-39FN-2 1850 PS, der AM-39A 1900 PS.
Der Grundmotor erhielt 1942 die Musterzulassung mit einer Leistung von 1870 PS. Einsatz fand das Triebwerk unter anderem in der Experimentalhöhenflugzeugserie von MiG mit den Typen I-220, I-221 und I-222.
Eine Serienfertigung wurde nicht eingeleitet.